# Pecha László
Pecha László (Jászberény, 1963. október 26. –) labdarúgó, középpályás.

## Pályafutása
1978-ban az Országos Úttörő Olimpia Zánka-i döntőjében a jászberényi Gyetvai Általános Iskolával 3. helyezést ért el. 1978 szeptemberétől a Lehel Vezér Gimnázium tanulója, majd 1980-ban a budakeszi Sport Gimnáziumba járt.[forrás?] 1980 és 1993 között a Vasas labdarúgója volt. Az angyalföldiekkel egy bajnoki bronzérmet és két magyar kupa győzelmet szerzett. 1993 őszén három mérkőzést a BVSC színeiben játszott, majd visszatért Angyalföldre, és az idényt ott fejezte be. Az 1994–95-ös idényben a harmadosztályú REAC játékosa volt. Összesen 236 élvonalbeli mérkőzésen szerepelt és 17 gólt szerzett. 2007-ben a Sportklub csatorna szakértője volt.

## Sikerei, díjai
- Magyar bajnokság
  - 3.: 1980–81
- Magyar kupa (MNK)
  - győztes: 1981,[1] 1985[1]